# Hydrocyphon palawanensis
Hydrocyphon palawanensis es una especie de coleóptero de la familia Scirtidae.

## Distribución geográfica
Habita en Filipinas.